# Pradell
Pradell (oficialmente en catalán Pradell de la Teixeta) es un municipio español de la comarca catalana de Priorato, en la provincia de Tarragona. Cuenta con una población de 178 habitantes (INE 2024). 

## Geografía
Integrado en la comarca de Priorato, se sitúa a 36 km de Tarragona. El término municipal está atravesado por la carretera nacional N-420, entre los pK 845 y 851, además de por carreteras locales que permiten la comunicación con Torre de Fontaubella y Porrera.  
Se extiende por las laderas de poniente de la sierra de Pradell (altitud máxima de 760 m), la cual hace de límite con la comarca del Campo de Tarragona. El sector más septentrional de la sierra separa el valle del río de Cortiella, ya en el término de Porrera. El tradicional camino que une las comarcas del Bajo Campo con el Priorato, aprovechado por la carretera nacional, pasa por el collado de la Teixeta (544 m). El territorio es, pues, muy roto, con cimas destacadas como el monte de la Font (680 m) al oeste del pueblo. La altitud oscila entre los 760 m al este, en la sierra de Pradell, y los 330 m al sur, a orillas de un barranco. El pueblo se alza a 403 m sobre el nivel del mar. 
| Noroeste: Falset | Norte: Alforja            | Nordeste: Dosaiguas         |
| Oeste: Falset    |                           | Este: Dosaiguas y Argentera |
| Suroeste: Marsá  | Sur: Torre de Fontaubella | Sureste: Argentera          |

## Historia
Perteneciente al municipio de García, pronto pasó a formar parte del monasterio de San Miguel de Escornalbou. En 1195 fue entregado a Pere de Déu con la condición de que se encargara de su repoblación y defensa. La repoblación fue rápida y el pueblo creció en importancia. 
Durante el siglo XIV, Pradell se vio afectado por numerosas epidemias y por plagas que afectaron a la agricultura. Para superar la crisis, la parroquia se vio obligada a vender algunas de sus posesiones, como la campana. En el siglo XVI cesó la actividad monástica en Escornalbou y sus posesiones pasaron a manos del seminario de Tarragona.
La población fue ocupada por las tropas francesas durante la Guerra de la Independencia española. La iglesia fue saqueada y murieron algunos de los habitantes que se habían refugiado en el templo. La zona tuvo una fuerte actividad de bandolerismo durante el siglo XIX.

## Demografía
Cuenta con una población de 178 habitantes (INE 2024).
| Gráfica de evolución demográfica de Pradell entre 1842 y 2021 |
| |
| Población de derecho según los censos de población del INE Población de hecho según los censos de población del INEEn estos censos se denominaba Pradell: 1842, 1857, 1860, 1877, 1887, 1897, 1900, 1910, 1920, 1930, 1940, 1950, 1960, 1970 y 1981 |

## Economía
La principal actividad económica del municipio es la agricultura, destacando el cultivo de viña, avellanos y olivos. Antiguamente se habían explotado un par de canteras de yeso que fueron cerradas por su baja rentabilidad.

## Patrimonio

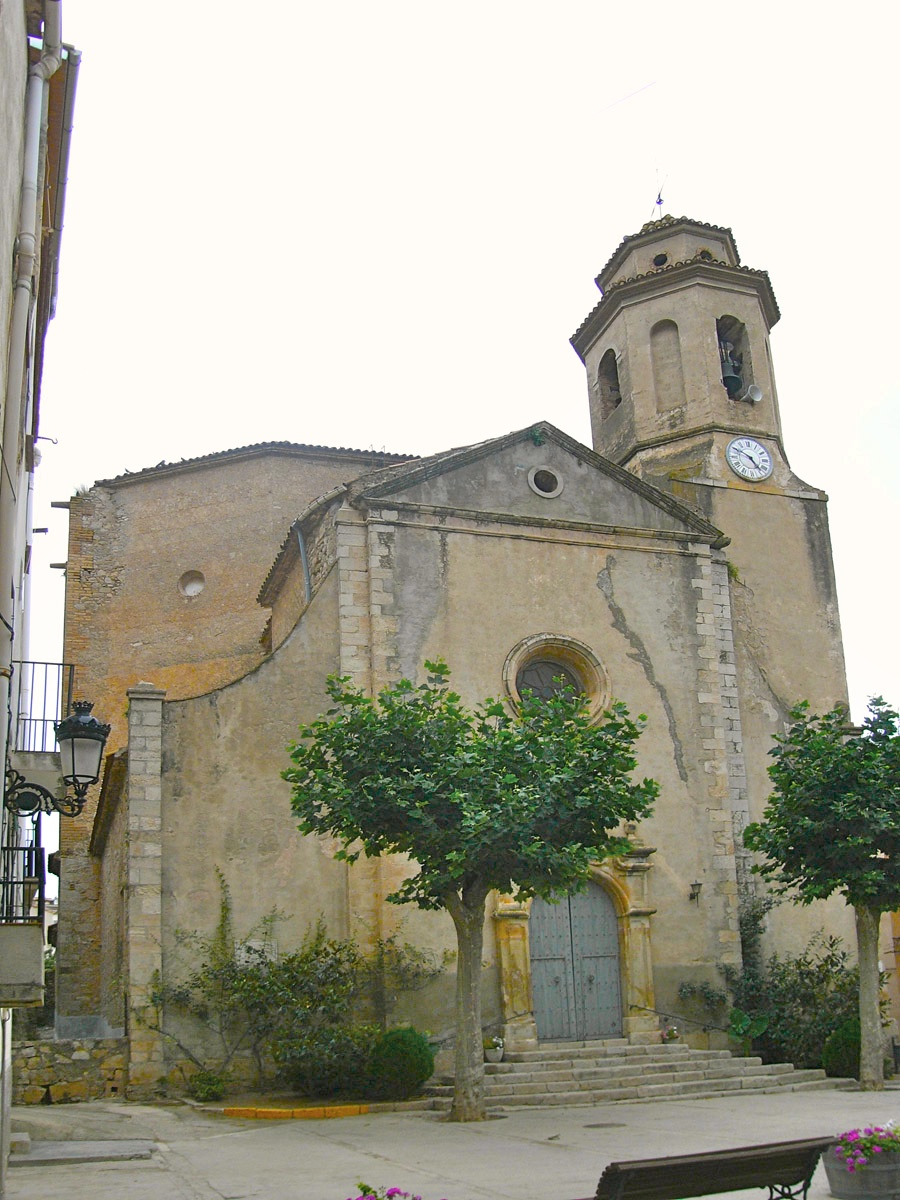
Iglesia parroquial de Santa María Magdalena

La iglesia parroquial está dedicada a santa María Magdalena. Se trata de un edificio de estilo neoclásico, construido en 1774 sobre un antiguo templo románico. Tiene planta de cruz con capillas laterales y coro. No queda ningún elemento artístico destacado en su interior ya que fueron destruidos en 1936.
En la zona se encuentran diversos yacimientos prehistóricos, como el sepulcro hallado en 1926 que contenía diversas herramientas y objetos. En la llamada cueva de las Quimeres se encontraron seis sepulcros del periodo neolítico.

## Fiestas
Pradell celebra su fiesta mayor en el mes de julio, coincidiendo con la festividad de santa María Magdalena. En septiembre tiene lugar la segunda fiesta mayor, que se celebra por san Miguel Arcángel.